# 黄泥塘镇 (大方县)
黄泥塘镇，是中华人民共和国贵州省毕节市大方县下辖的一个乡镇级行政单位。
2013年4月28日，贵州省人民政府批复同意大方县部分乡镇行政区划调整，以原鸡场乡、黄泥塘镇地域为新设置黄泥塘镇的行政区域，镇人民政府驻黄泥村。
2019年8月8日，原黄泥塘镇的在拱社区、箐门村、在拱村划归鹏程街道管辖。

## 行政区划
黄泥塘镇下辖以下地区：
黄泥塘社区、黄泥村、在拱村、箐门村、安坪村、化联村、眉井村、西河村、甘棠村、鸡场社区、松林村、罗庄村、兴林村、化理村、天堂村、大坝村、魁书村、营新村、背座村和鸡场乡。